# Allein unter Ärzten
Allein unter Ärzten ist ein deutscher Fernsehfilm aus dem Jahr 2014. Die Komödie ist die vierte Fortsetzung des Fernsehfilms Allein unter Töchtern aus dem Jahr 2007. Die Fernsehpremiere des Films war am 2. Dezember 2014 auf Sat.1 und hatte 2,49 Millionen Zuschauer.

## Handlung
Die junge Mutter Marla Westphal erleidet überraschend einen Zusammenbruch. Sie wird stationär im Krankenhaus aufgenommen, wo ihr Vater, der Ex-Bundeswehrsoldat Harald Westphal, nicht von ihrer Seite weicht und dabei mit Marlas Lebensgefährten Isko, einem finnischen Musiker, um deren Betreuung konkurriert. Auf Drängen von Harald ohne abschließende Diagnose aus dem Krankenhaus entlassen, bricht Marla erneut zusammen, diesmal mit Nierenversagen. Erneut im Krankenhaus beginnt sich Marla mit ihrem möglichen Tod auseinanderzusetzen und distanziert sich von ihrem Lebensgefährten und ihrer Tochter, lehnt einen Heiratsantrag von Isko zunächst empört ab. Gleichzeitig kommt sie dem jungen Assistenzarzt Mike näher, der als einziger die richtigen Ansätze einer Diagnose für Marlas Krankheit erkennt. Marlas jüngere Schwester Tina wendet sich, um die Krankheit und den möglichen Tod ihrer zweitältesten Schwester zu verarbeiten, der Gothicszene zu. Am Ende wird Harald bewusst, dass schon seine verstorbene Ex-Frau, Marlas Mutter, an einer vererbbaren Krankheit litt. Mit dieser Erkenntnis und der Hilfe des zwischenzeitlich entlassenen Assistenzarztes Mike gelingt es, Marlas Krankheit richtig zu diagnostizieren und zu behandeln. Sie heiratet Isko und kehrt zu ihrer Familie zurück.

## Kritik
„Anspruchslos-überdrehte Mischung aus (Fernseh-)Drama und Comedy, in der einmal mehr Hannes Jaenicke als Militär Harald Westphal die Szenerie bestimmt.“

## Hintergrund
- Die Dreharbeiten fanden vom 21. Juli bis zum 19. August 2014 in Berlin statt.[3]